# Aleksandr Abuszachmietow
Aleksandr Weniaminowicz Abuszachmietow (ros. Александр Вениаминович Абушахметов, ur. 21 lipca 1954 we Frunze, zm. 10 czerwca 1996 w Moskwie) – radziecki szpadzista, brązowy medalista olimpijski i trzykrotny medalista mistrzostw świata.
Na igrzyskach olimpijskich w Montrealu w 1976 roku zajął 5. miejsce w zawodach drużynowych i 26. w indywidualnych. Na rozgrywanych cztery lata później igrzyskach olimpijskich w Moskwie w 1980 roku reprezentacja ZSRR w składzie: Aszot Karagjan, Aleksandr Abuszachmietow, Aleksandr Możajew, Boris Łukomski i Władimir Smirnow zdobywała brązowy medal. W rywalizacji indywidualnej zajął tym razem dziewiąte miejsce.
Podczas mistrzostw świata w Buenos Aires w 1977 roku razem z Borisem Łukomskim, Aszotem Karagjanem, Jewgienijem Ananjewem i Leonidem Dunajewem zdobył brązowy medal w zawodach drużynowych. W tej samej konkurencji zdobywał następnie srebrny medal na mistrzostwach świata w Hamburgu (1978) oraz złoty na mistrzostwach świata w Melbourne (1979).
Mieszkał w Moskwie. Pochowany na Cmentarzu Chowańskim.